# Port lotniczy Catalina
Port lotniczy Catalina – port lotniczy zarządzany przez Catalina Island Conservancy. Położony 10,2 km na północny zachód od centralnej dzielnicy biznesowej Avalon, w Kalifornii w środku wyspy Catalina. Lotnisko jest ogólnodostępne i umożliwia lądowanie na nim samolotów lotnictwa ogólnego. Dzięki lotnisku wyspa ma zapewnione podstawowe zaopatrzenie.
Lotnisko jest znane jako „Airport in the Sky”, ponieważ leży na wysokości 488,29 m n.p.m. Wszystkie drogi prowadzące na lotnisko na wyspie wznoszą się stromo w górę. Odległość drogą z lotniska do Avalon wynosi 16 km. Lotnisko obecnie nie obsługuje regularnych połączeń pasażerskich.

## Historia
W 1894 roku William, Hancock i Joseph Banning założyli Catalina Island Company, której przekazali prawa własności do wyspy. Zamierzali przekształcić wyspę w kurort. W 1919 roku właścicielem większości udziałów w Santa Catalina Island Company został William Wrigley Jr. W latach 30. XX wieku na wyspie było małe lotnisko zbudowane obok plaży. Dodatkowo wysokie zbocze tworzyło kanion. Ponieważ nie dało się na nim zawrócić wyposażono je w obrotnicę, podobną do używanych w parowozowniach.
W latach 1940–1941 roku jego syn Philip K. Wrigley oraz Charles Hulen Moore zbudowali pas startowy na wyspie, wysadzając i wyrównując dwa wzgórza oraz wypełniając kanion między nimi. Budowę pasa startowego rozpoczęto w 1940 roku i była prawie ukończona momencie przystąpienia Stanów Zjednoczonych do wojny.

### II wojna światowa
Po przystąpieniu Stanów Zjednoczonych do wojny lotnisko zostało wydzierżawione armii za 1 dolara rocznie i Siły Powietrzne Armii Stanów Zjednoczonych (USAAF) przejęły kontrolę nad lotniskiem Buffalo Springs aż do zakończenia II wojny światowej. Wyspa służyła jako baza dla armii, marynarki wojennej, straży przybrzeżnej, służb morskich i Ofiice of Strategic Services (OSS) oraz United States Army Air Forces. Pas startowy został zablokowany, aby nie mogły z niego korzystać samoloty wroga.

### Okres powojenny
W 1946 roku wojsko opuściło wyspę i zwróciło lotnisko rodzinie Wrigley. Po ukończeniu budowy pasa startowego, zbudowaniu wieży kontroli lotów i budynku terminala lotnisko zostało oficjalnie otwarte w 1946 roku jako lotnisko Catalina. Aż do 1959 roku z lotniska mogli korzystać tylko właściciele i dzierżawców terenu zarządzanego przez Santa Catalina Island Co. W 1959 roku lotnisko zostało otwarte dla innych samolotów. 18 października 2009 roku obchodzono 50. rocznicę tego wydarzenia. W tym dniu obniżono opłaty za lądowanie do stawek z 1959 roku, czyli 3 dolarów, przygotowano poczęstunek, wycieczki z przewodnikiem po wyspie oraz prezentacje o historii lotnictwa na wyspie.
Ponieważ lotnisko zostało zbudowane na wysokości 488 m n.p.m., często jest nazywane Airport in the Sky (lotniskiem w chmurach). Od lat 70. XX wieku lotniskiem zarządza Catalina Island Conservancy.

### Loty komercyjne

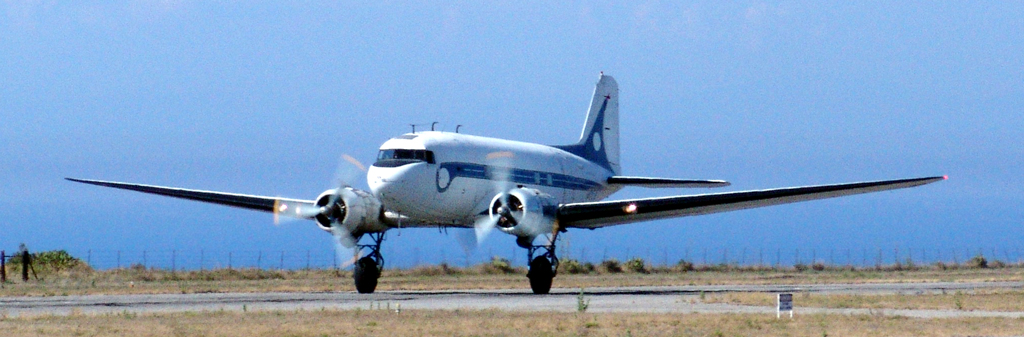
Douglas DC-3 na lotnisku Catalina

We wczesnych latach 50. XX wieku linie United Airlines uruchomiły regularne loty pasażerskie bez przesiadek na lotnisko Long Beach oraz połączenia z jednym międzylądowaniem na międzynarodowe lotnisko w Los Angeles. Trasę obsługiwały samoloty Douglas DC-3. W połowie lat pięćdziesiątych firma Catalina Air Lines obsługiwała loty bez przesiadek samolotem De Havilland Dove do Los Angeles International and Burbank Airport (obecnie Bob Hope Airport). Pod koniec lat pięćdziesiątych Pacific Air Lines samolotami Douglas DC-3 obsługiwał loty do Los Angeles International, Long Beach Airport oraz Burbank Airport.
Pod koniec lat 60. Catalina-Vegas Airlines obsługiwała bezpośrednie połączenie do San Diego.
Na początku lat 70. XX wieku linie Golden West Airlines obsługiwały loty samolotem De Havilland Canada DHC-6 Twin Otter, z bezpośrednimi połączeniami do Los Angeles (LAX) i Orange County Airport (SNA, obecnie John Wayne Airport). Linię Catalina Air Lines, która obsługiwała loty na wyspę wodnosamolotami z Avalon i Two Harbors kupił Golden West.
W 1987 roku linie Resort Commuter Airlines działające jako przewoźnik lotniczy Trans World Express w imieniu Trans World Airlines (TWA) latały bez przesiadek do Los Angeles (LAX) i Orange County Airport (SNA).

### Film
Na lotnisku Catalina w 1979 zostały nakręcone niektóre ujęcia do filmu Teściowie z Peterem Falkiem.

## Remont
Po siedemdziesięciu latach użytkowania asfaltowy pas startowy był w złym stanie i wymagał stałej konserwacji. Aeronautics Division of Caltrans polecił Catalina Island Conservancy przygotowanie długoterminowego planu napraw. Conservancy poprosiło o wsparcie United States Marine Corps w Camp Pendleton. Żołnierze przeprowadzili remont lotniska w ramach ćwiczeń. Na lotnisku ustawiono obóz dla 120-osobowej załogi, a do 3 maja 2019 roku (po 3 miesiącach) betonowy pas startowy został oddany do użytku. Wartość prac remontowych wyniosła około pięciu milionów dolarów, cztery miliony pokryto z prywatnych darowizn, w tym 1,5 miliona dolarów przekazała firma ACE Clearwater Enterprises. Wartość prac przeprowadzonych przez wojsko wyceniono na milion dolarów. Pierwszym samolotem, który wylądował na pasie startowym o długości 914 m był Douglas DC-3 z 1944 r. należący do rodziny Wrigley.

## Turystyka
Na lotnisku znajduje się restauracja, sklep z pamiątkami i toalety. W pobliżu są szlaki turystyczne Airport Loop Trail i Trans-Catalina Trail.

## Pas startowy
Pas startowy jest pasem typu tabletop runway. Nazywamy tak pasy startowe zbudowane na szczycie wzgórza. Pasy tego typu stwarzają złudzenie optyczne i wymagają od pilota precyzji przy lądowaniu. W przypadku Cataliny pierwsze 550 m pasa startowego wznosi się w górę w kierunku południowo-zachodnim, a pozostała część jest pozioma lub lekko pochylona. W rezultacie samoloty na początku pasa startowego widzą tylko jego pierwszą część, a reszta staje się widoczna dopiero wtedy, gdy samolot zbliża się do szczytu. Było to przyczyną wielu wypadków i gwałtownych hamowań, gdy piloci myśleli, że pas startowy za chwilę im się skończy. Przy silnym wietrze południowo-zachodnim na końcu pasa startowego może wystąpić silny prąd zstępujący. Z tego powodu wiele agencji wynajmu samolotów wymaga przeszkolenia „Catalina Checkout” z jednym z miejscowych instruktorów.
W styczniu 1984 roku prywatny Learjet nie zdołał wylądować i spadł z urwiska, rozbijając się. W wyniku katastrofy zginęło sześć osób, w tym 2 członków załogi.

## Galeria

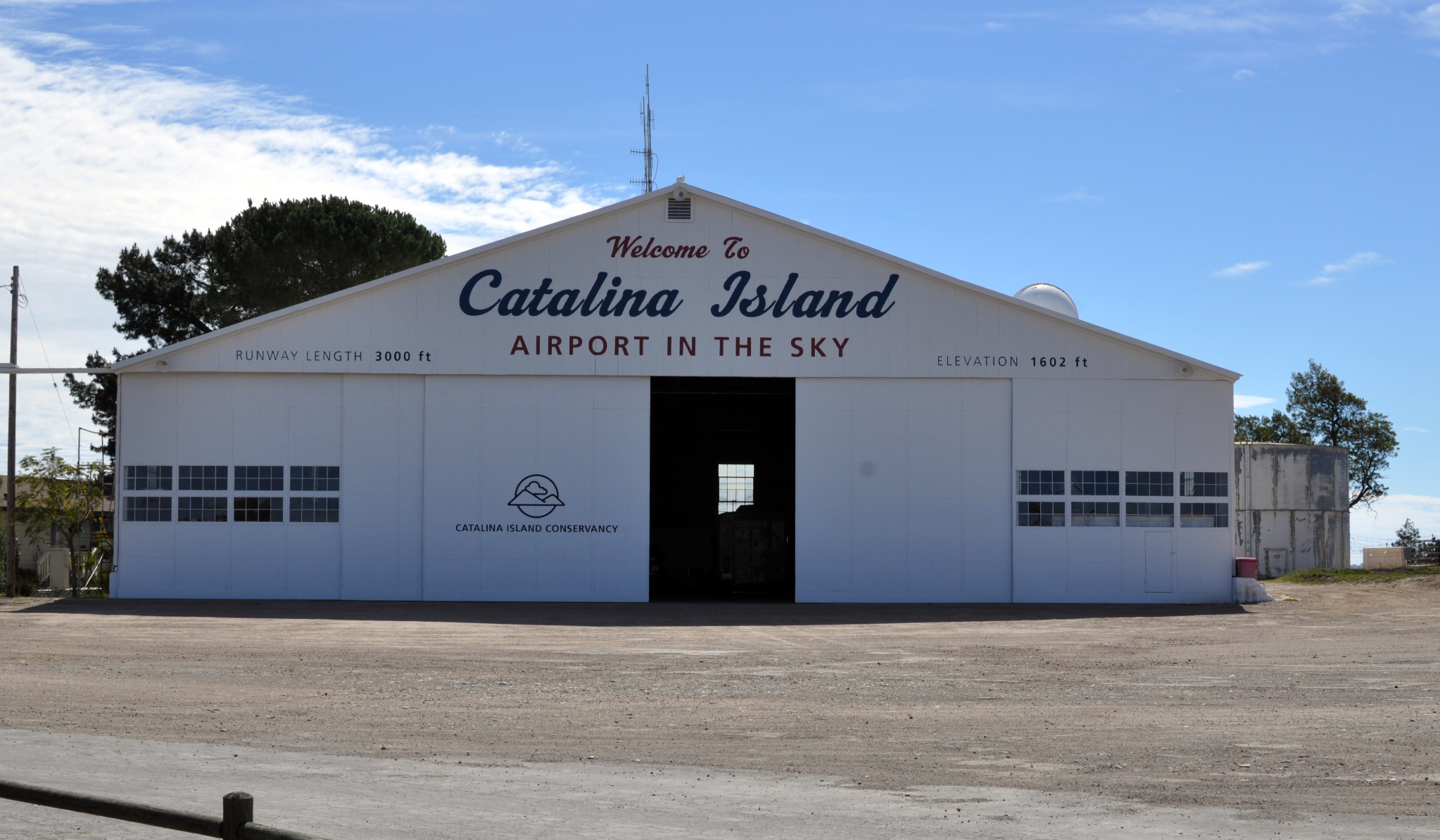
Hangar DC-3 lotniska Catalina
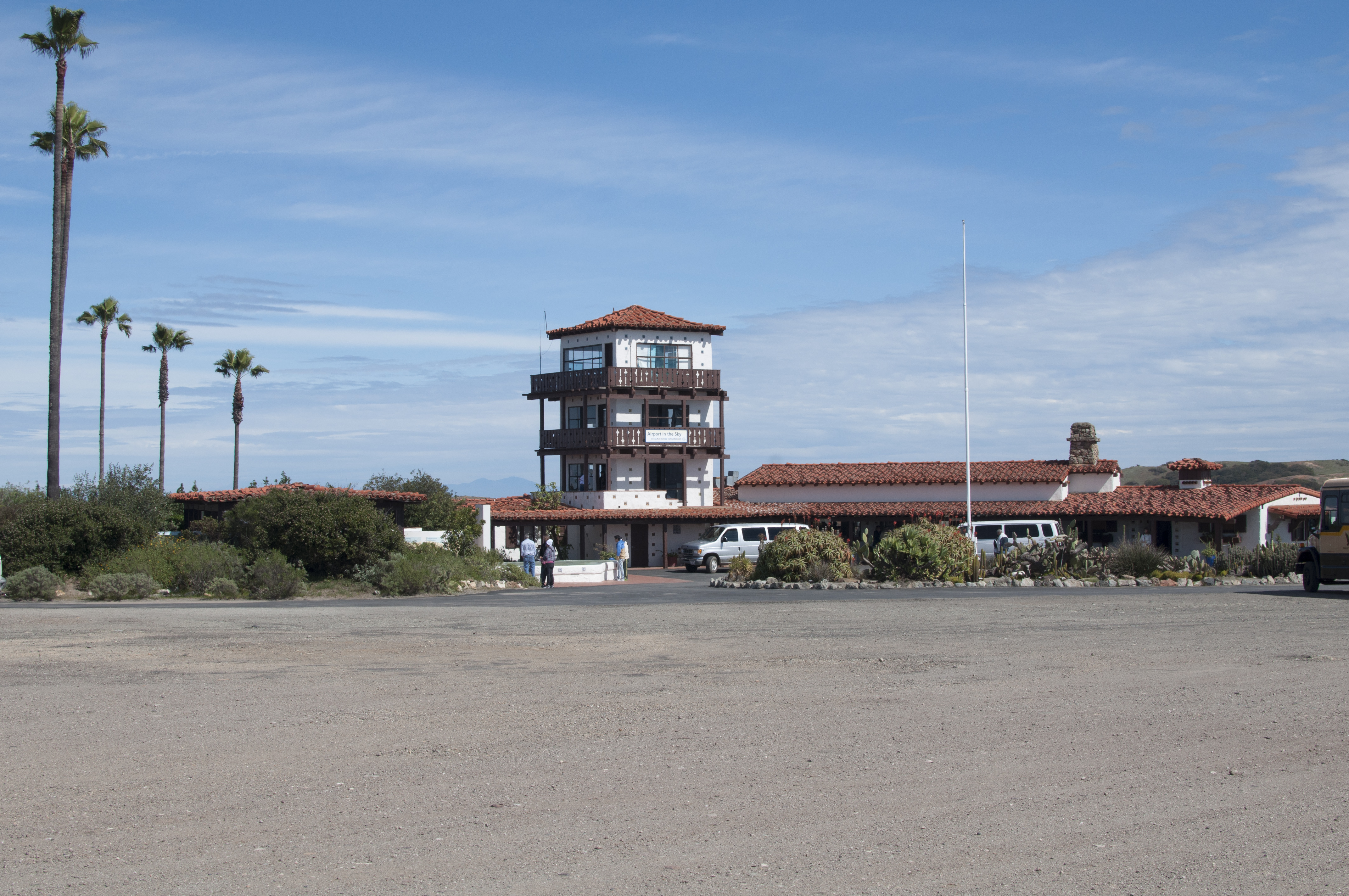
Wieża w 2013 roku
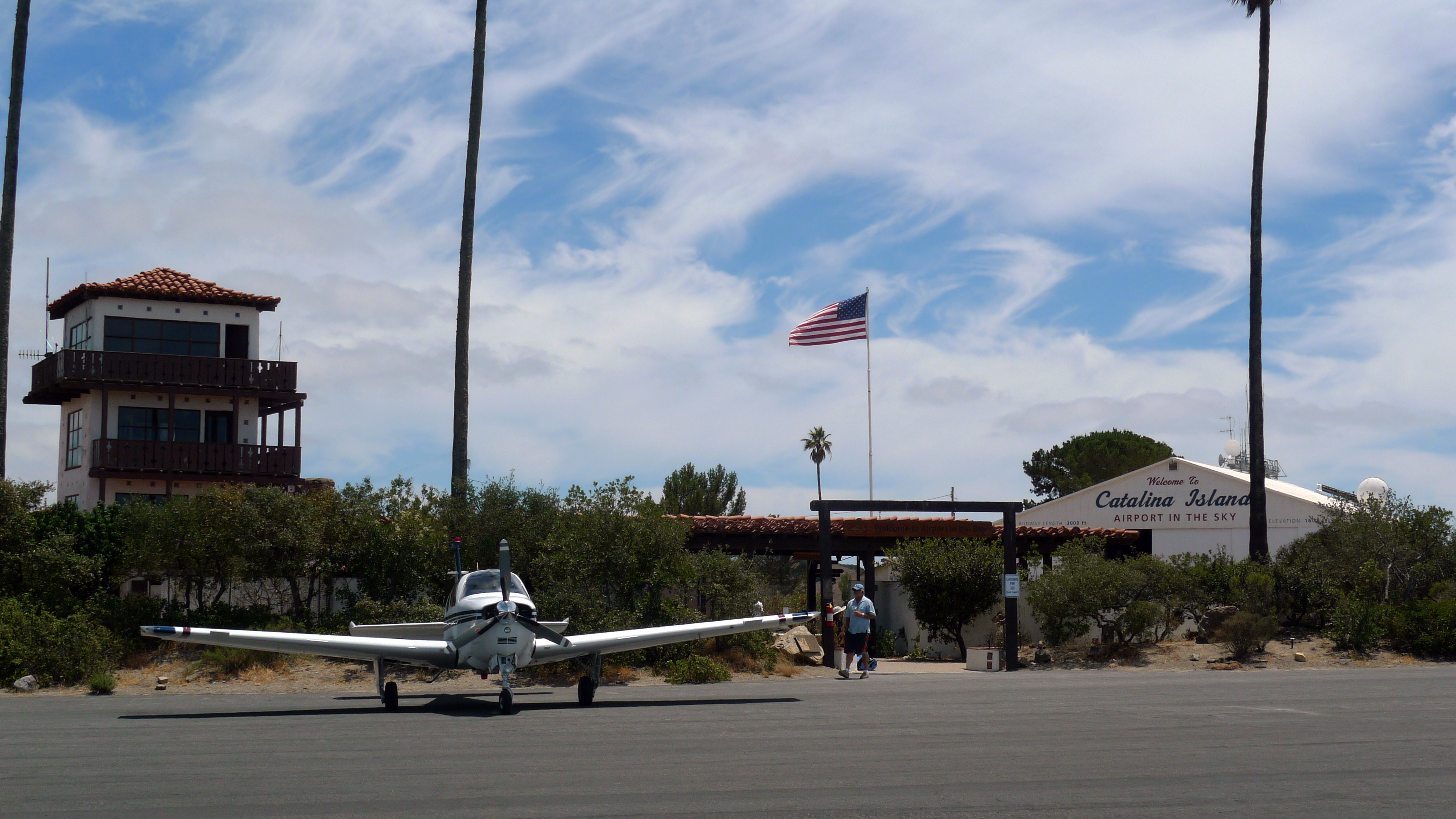
Lotnisko Catalina z pasa startowego
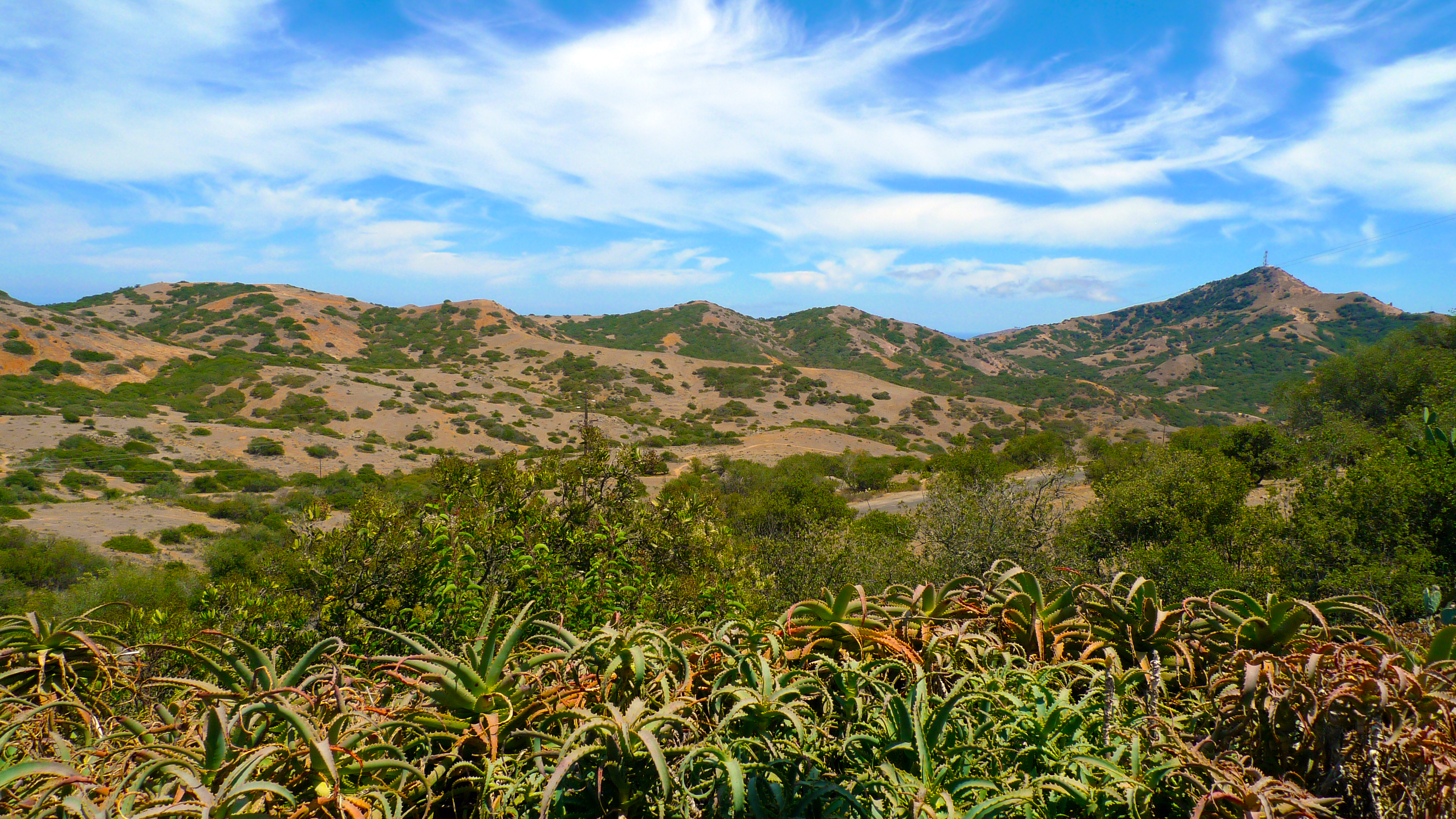
Wnętrze wyspy Catalina
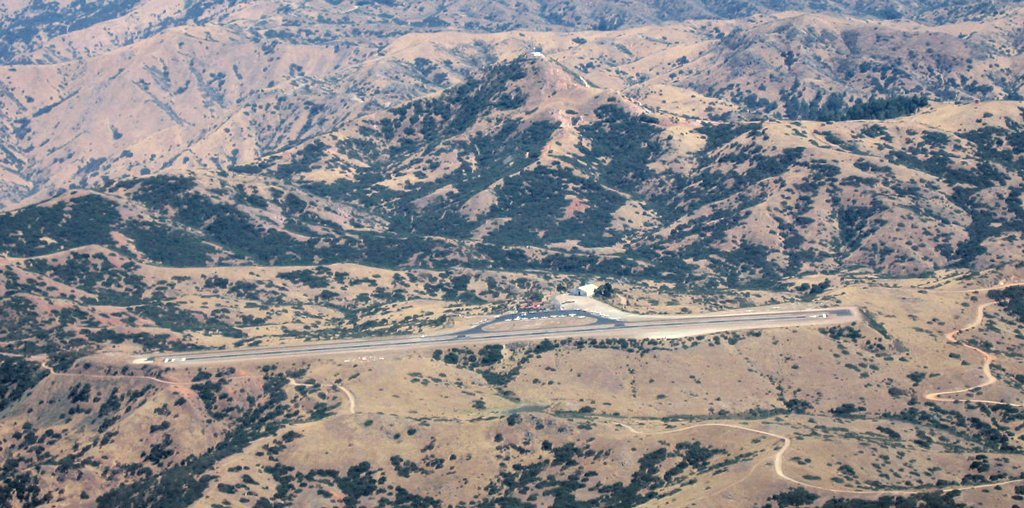
Widok z lotu ptaka na lotnisko od zachodu
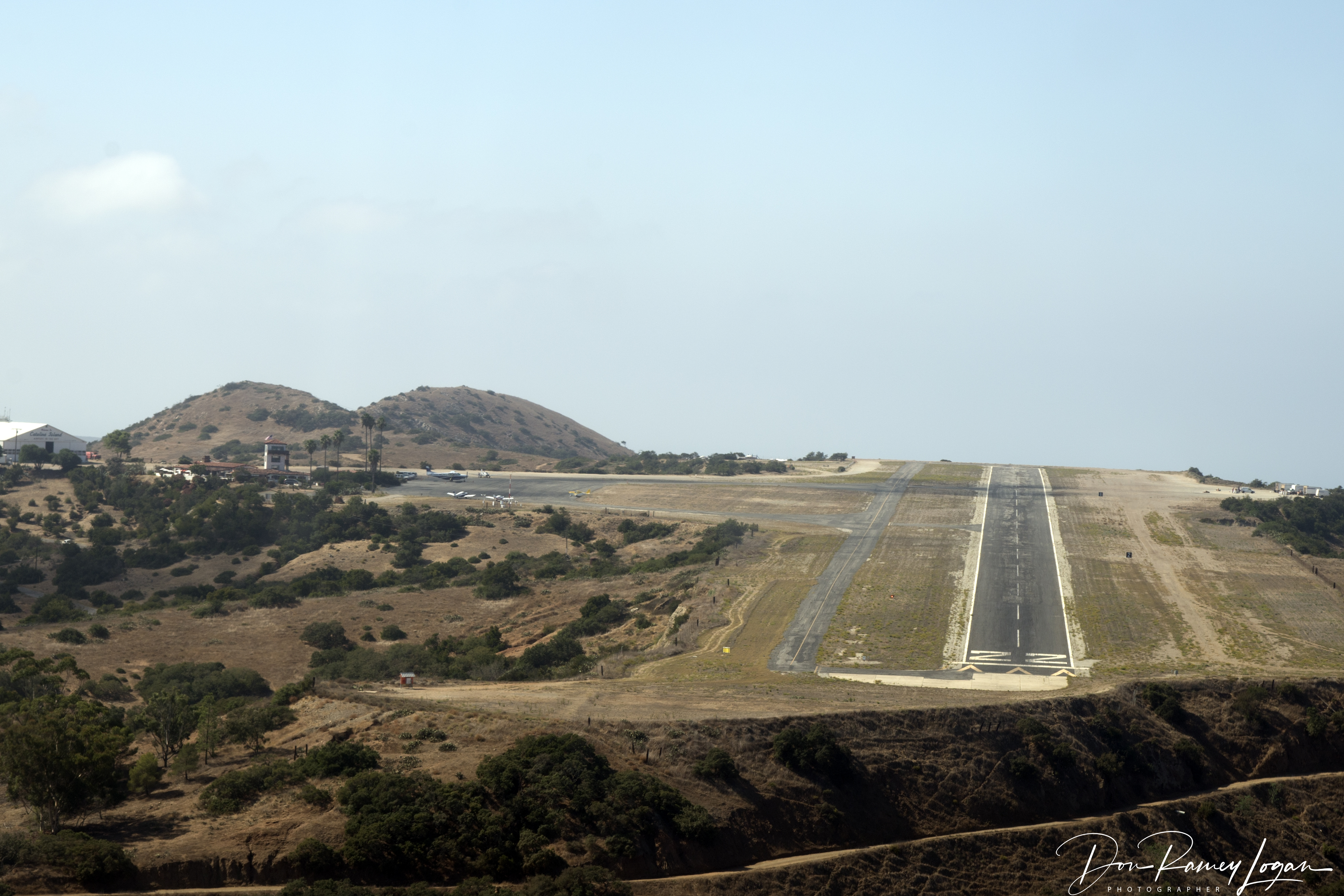
Pas startowy typu tabletop runway (Catalina).